# Плетение

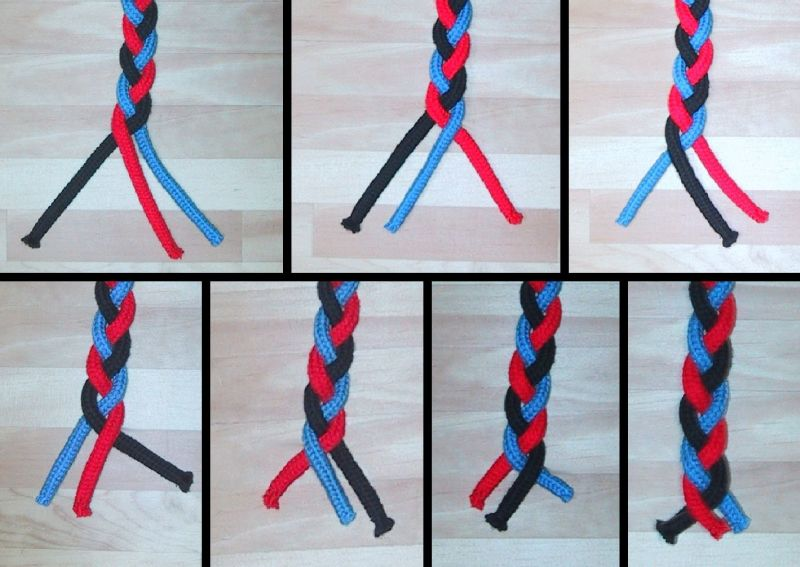
Плетение шнура по типу косы

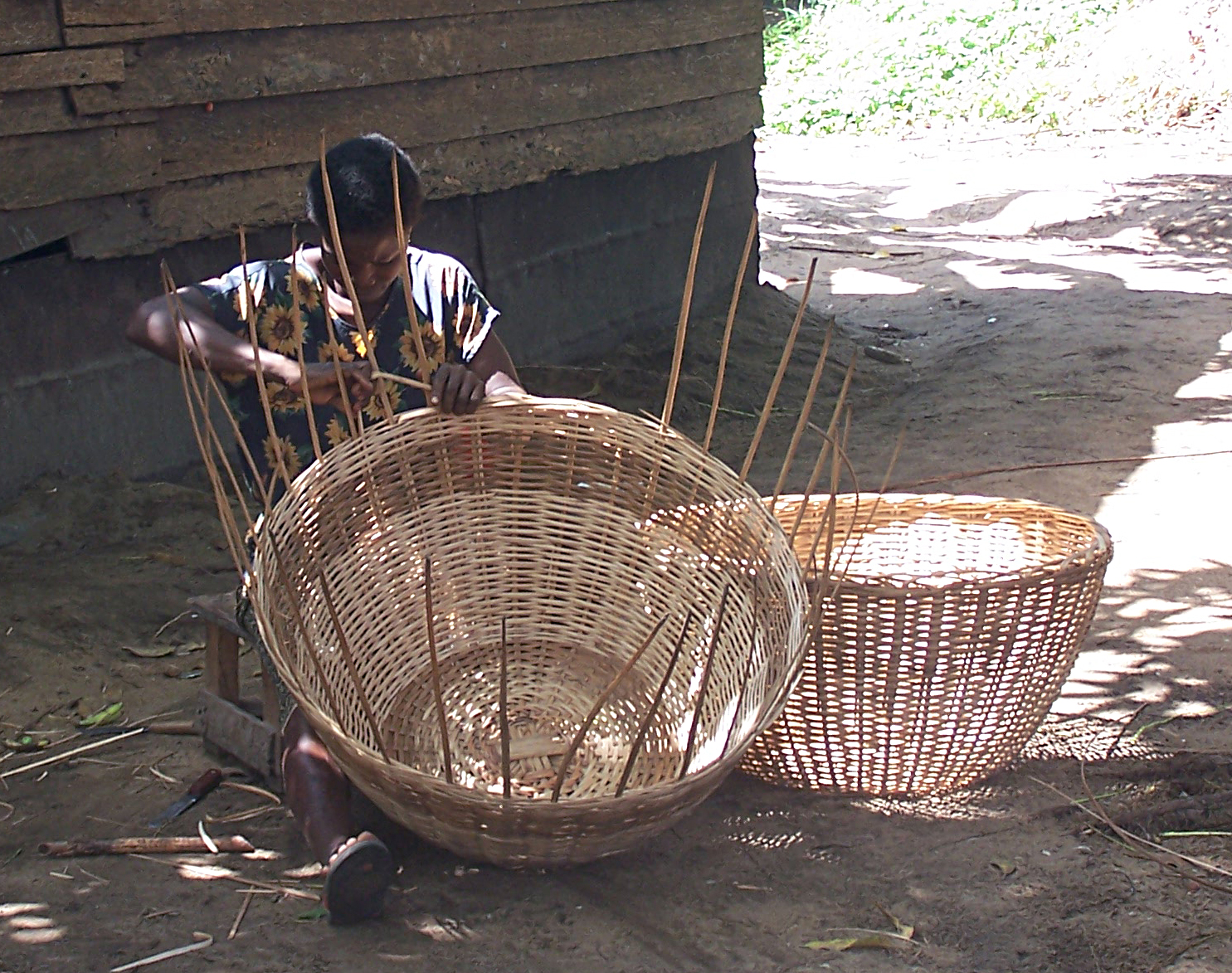
Плетение корзины

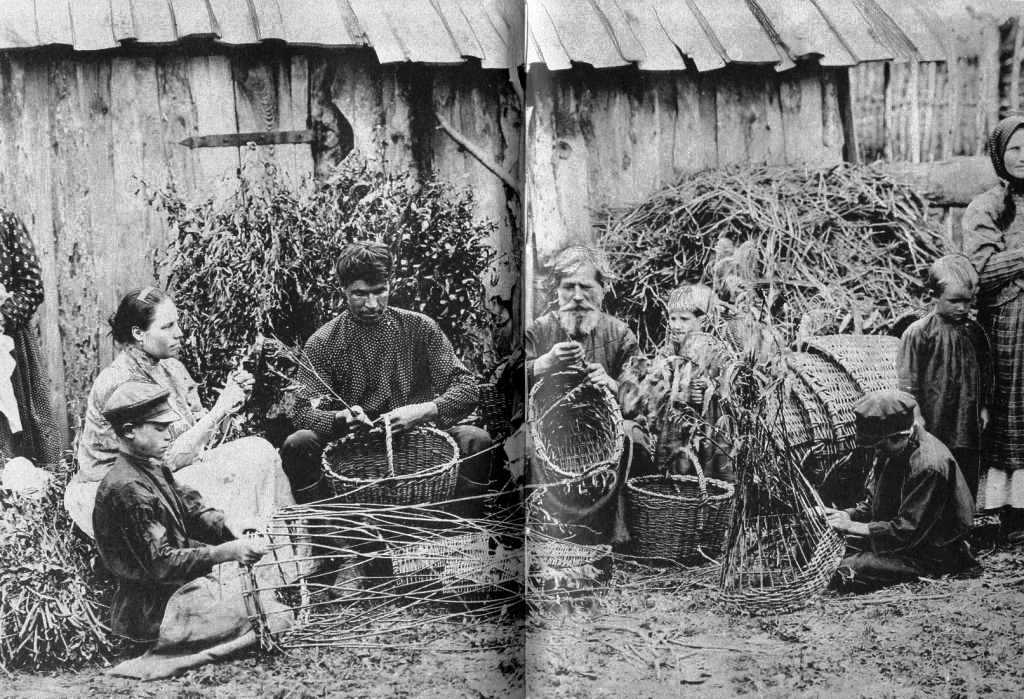
Русские крестьяне плетут корзины

Плете́ние — способ изготовления различных изделий из гибких материалов растительного и животного происхождения: прутьев, камыша, соломы, стеблей, корней, волос, полос кожи.
Различают плетение из ивового прута (см. лозоплетение), бересты, соломы, лыка и других материалов. Выделяют полуплетение (сочетание плетения с другими способами скрепления: прокалыванием, наматыванием, связыванием, перевязыванием нитями) и настоящее плетение. В плетении может быть использована и кожа в форме нарезанных полос различной ширины и толщены. Используют плетение при строительстве домов и изгородей, для производства грубых тканеобразных листов, которые можно использовать для изготовления такой продукции, как корзины, шляпы, лапти, рогожи, циновки, коврики. Плетение применяют также в изготовлении украшений, одежды, посуды, мебели.
Из плетения со временем развилось тканьё, а затем и ткачество. Видом плетения можно считать и вязание.
Плетение может быть поперечным (полосы переплетают крест-накрест) или диагональным (переплетение не под прямым углом). Встречается плетение сосудов на вертикальной основе и спирально-кольцевое.
Из полуплетения возникли и развились такие приёмы, как вязание петель и узлов, что привело к возникновению и развитию макраме, кружевоплетения. Технологию бисероплетения также относят к видам полуплетения.
В ювелирных изделиях часто применяют элементы макраме, выполненные из цилиндрического кожаного шнурка. В сочетании с перфорацией плетение кожи применяют для оплётки края изделий (используют для отделки одежды, обуви, сумок).
Древнейшие плетённые изделия были найдены в Армении.

## Техника плетения корзин

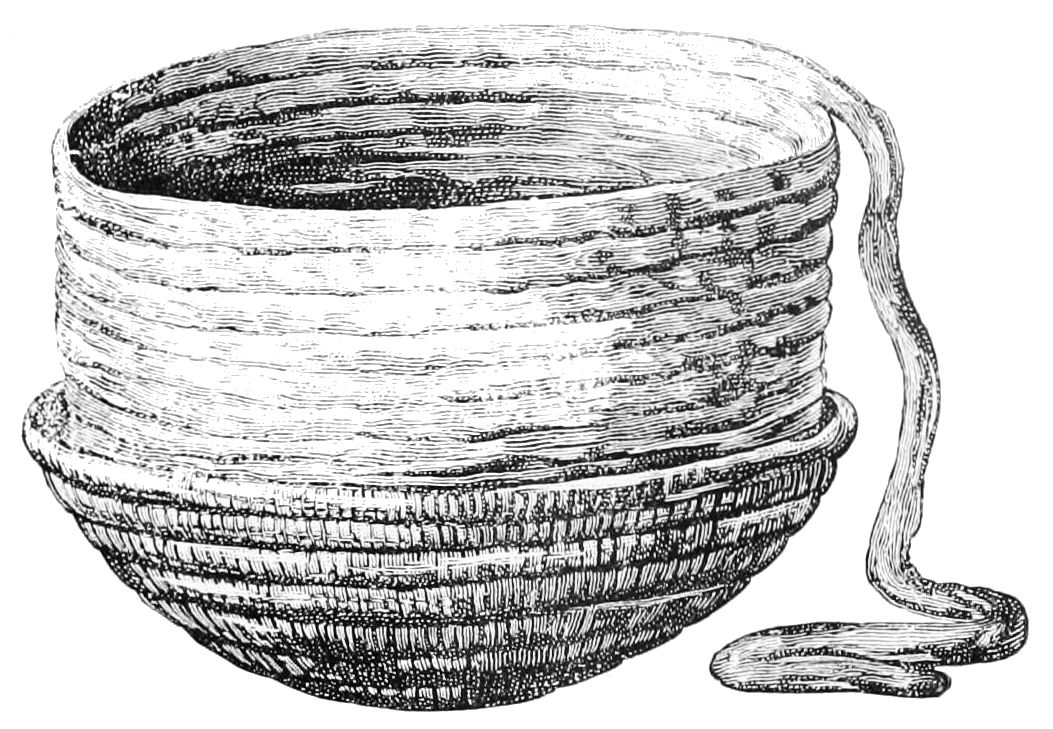
Корзина, как основа для изготовления дна кувшина

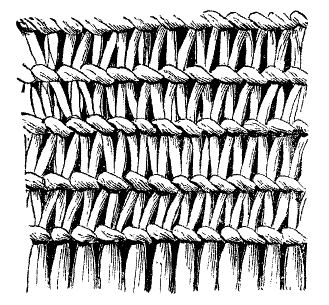
Алеутский зигзаг

Отис Тафтон Мейсон описал техники плетения корзин американскими индейцами, а также показал способ использования корзины, как основы для изготовления дна кувшина.

## Плетение в архитектуре и строительстве
Плетение из веток, тростника и травы, как техника построения укрытий от непогоды, зародилось ещё в палеолите, а затем оказало влияние на архитектурные традиции и строительные технологии, включая, например, такие современные технологии, как вязание арматурных каркасов, плетение тросов, вантовых конструкций.
Декорирование египетских святилищ периода Раннего царства демонстрирует связь с деревянным зодчеством предшествующих эпох, в котором использовали орнаментальный мотив тростниковой плетёнки.
Фахверк в отдельных случаях рассматривают в качестве развития и разновидности флехтверка (нем. flechtwerk — «плетёная работа»).
В архитектурной традиции ислама тема плетения развивалась, главным образом, в декоре поверхностей, а в структурном плане, развившись из орнамента типа мугарнас, породила конструкцию сталактитового свода.
В Средней Азии, на Кавказе и Юге России влоть до XX века строили турлучные дома или мазанки из плетня, который обмазывали смесью глины с соломой. Таким способом возводили не только жилые помещения, но и хозяйственные постройки. «Турлуком» в редких случаях называют не только дома, но и заборы, в которых также используют плетень.

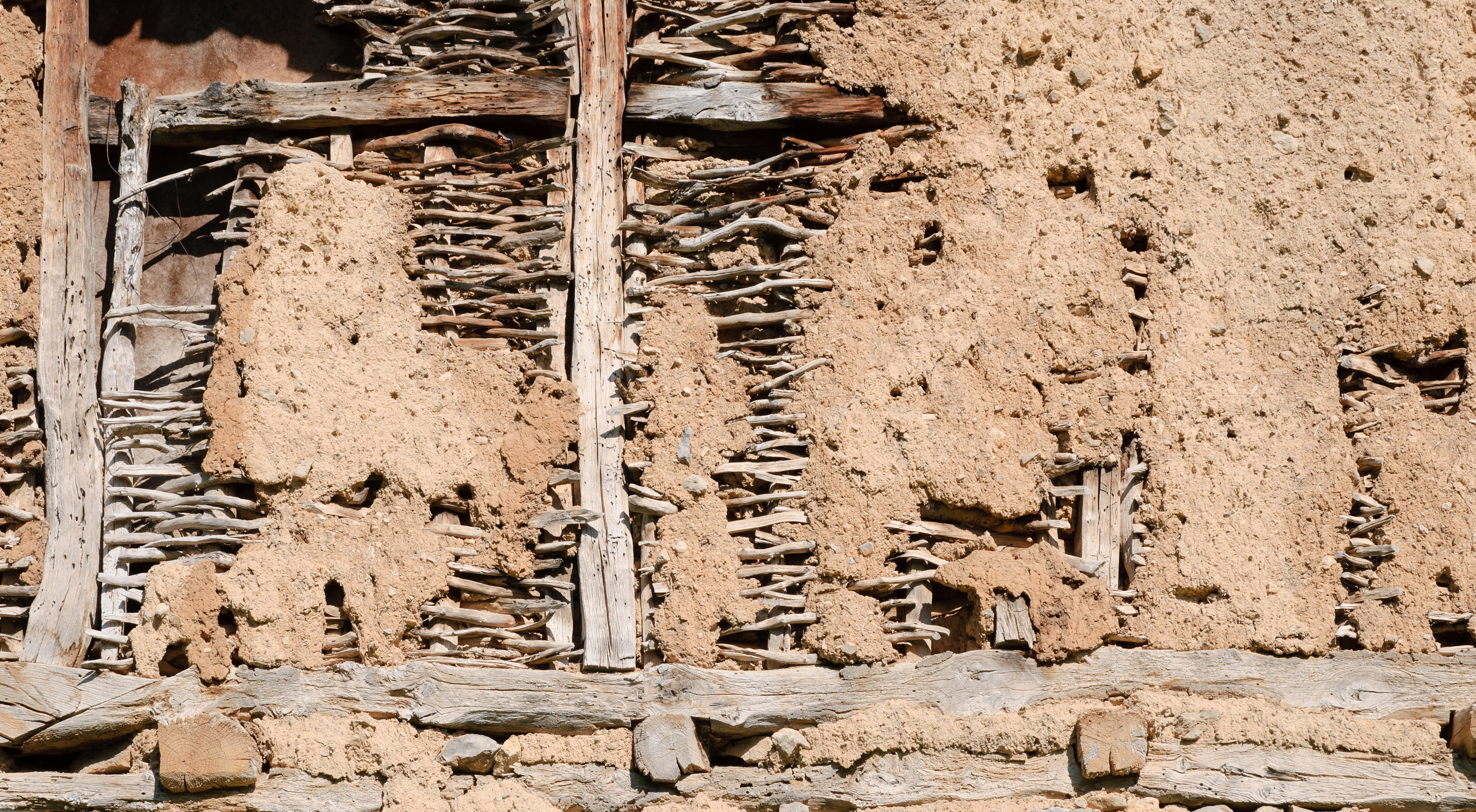
На разрушающейся стене хорошо видны особенности конструкции с применением техники плетения

## Материалы
Материалы для плетения могут быть самыми разными: пеньковая или льняная верёвки, бумажная бечёвка, кордовая или шёлковая леска, льняные, хлопчатобумажные, шёлковые или синтетические нити, плоская тесьма, сизаль, проволока. Первыми текстильными волокнами, вероятно, были почти необработанные побеги трав. Из них в доисторические времена плели ширмы, сумки, рыболовные сети и верёвки. Позднее люди научились использовать более тонкие материалы: льняное, конопляное, джутовое волокно, шерсть животных.